# Бисмарк (Альтмарк)
Бисмарк (нем. Bismark) — город в Германии, в земле Саксония-Анхальт.
Входит в состав района Штендаль. Подчиняется управлению Бисмарк/Кледен. Население составляет 9122 человека (на 31 декабря 2010 года). Занимает площадь 33,18 км². Официальный код — 15 3 63 015.

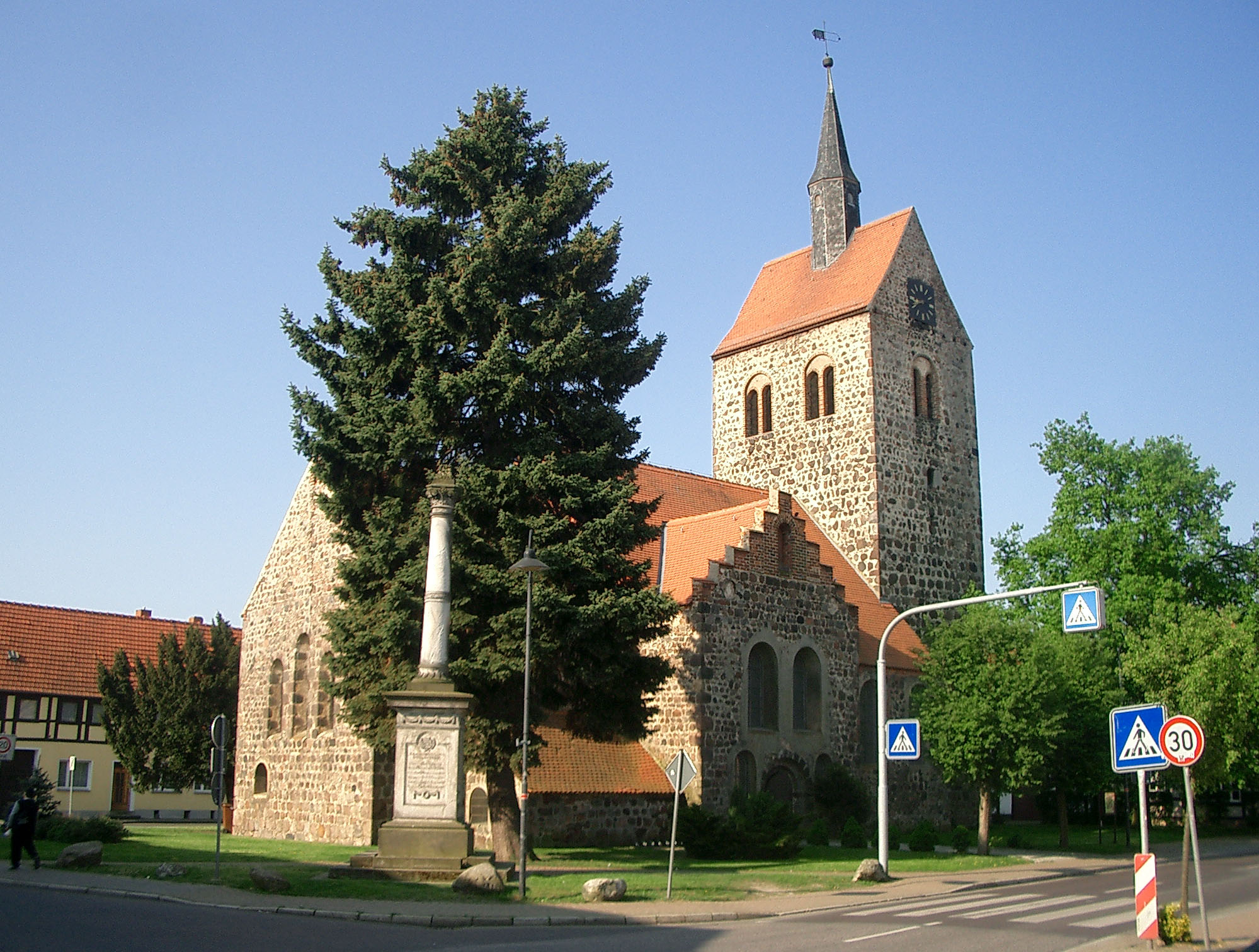
Бисмарк (Альтмарк)

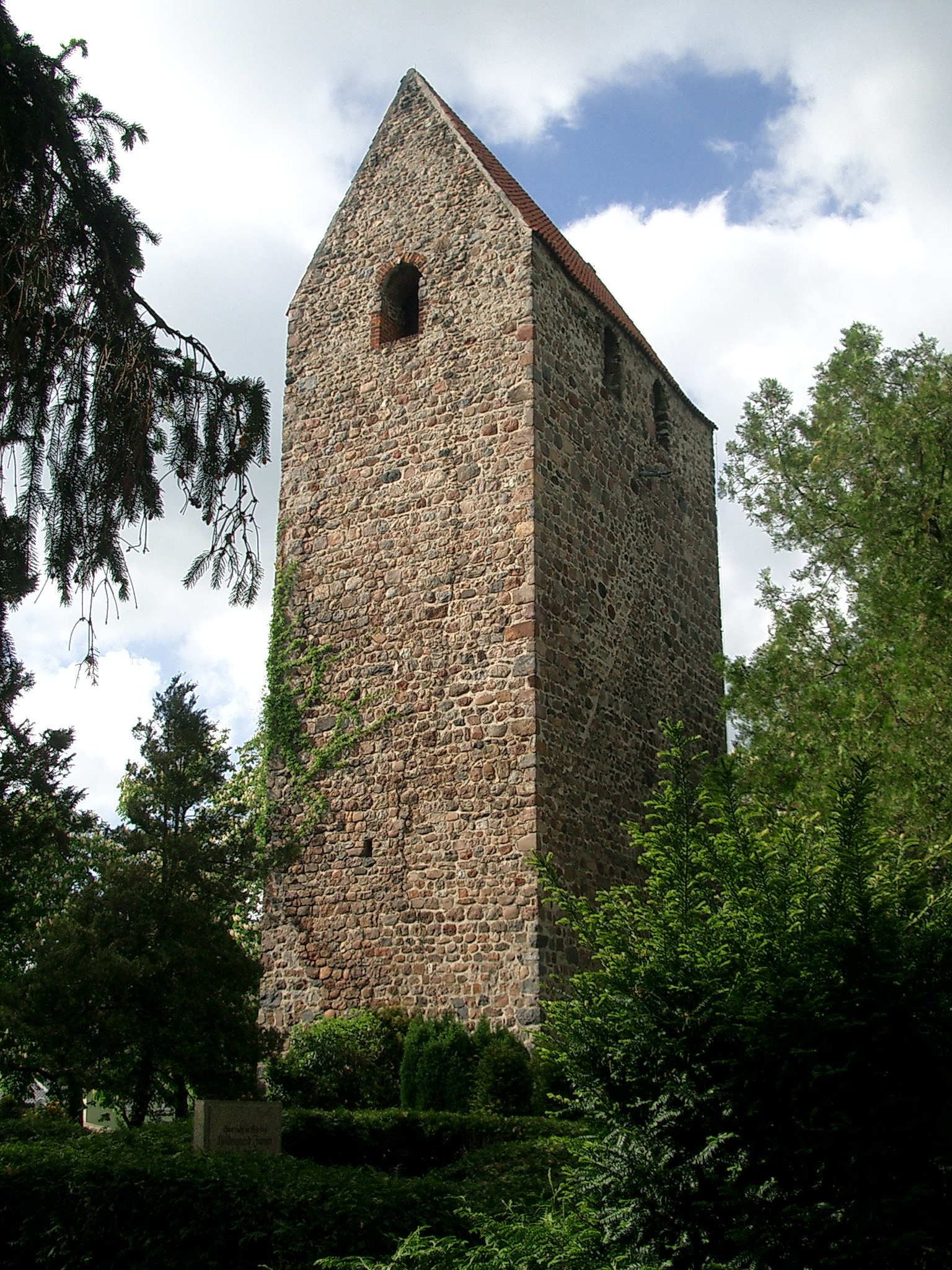
Бисмарк (Альтмарк)